# Donna Capel
Le Donna Capel est un ancien ketch de pêche belge reconverti en voilier de plaisance britannique
Son port d'attache actuel est Falmouth en Angleterre.

## Histoire
Ce chalutier à voile a été construit en 1943 sur un chantier naval d'Ostende (Belgique). Il a été lancé sous le nom de Françoise Helene. 
Dans les années 1960 il est acheté par Howard Capel patron pêcheur à Brixham au Royaume-Uni. Il est rebaptisé Donna Capel. 
Au début des années 1970 il est vendu à M. Dean de Newlyn qui l'avait découvert en mauvais état à Falmouth. Il est racheté par Terry Heard dont le fils Martin entreprend sa restauration après la mort de son père.
Le Donna Capel participe aux Fêtes maritimes de Brest et de Douarnenez en 1992. Il navigue durant 7 à 8 ans puis il n'est plus utilisé. Faute d'entretien il devient inutilisable.
En 2000, il est racheté par John Davison, son propriétaire actuel, qui le remet en restauration au Chantier naval Tregatreath de Mylor Bridge en Cornouailles de 2006 à 2009.
Il navigue sur les côtes de Cornouailles et aux îles Scilly. Il a participé aux Les Tonnerres de Brest 2012 .